# Seseli aristatum
Seseli aristatum är en flockblommig växtart som beskrevs av William Aiton. Seseli aristatum ingår i släktet säfferötter, och familjen flockblommiga växter. Inga underarter finns listade i Catalogue of Life.